# Léon Potier de Gesvres
Pour les articles homonymes, voir Famille Potier et Potier.
Léon Potier de Gesvres (15 août 1656 à Paris, 12 novembre 1744 à Paris) est un homme d'Église.

## Biographie

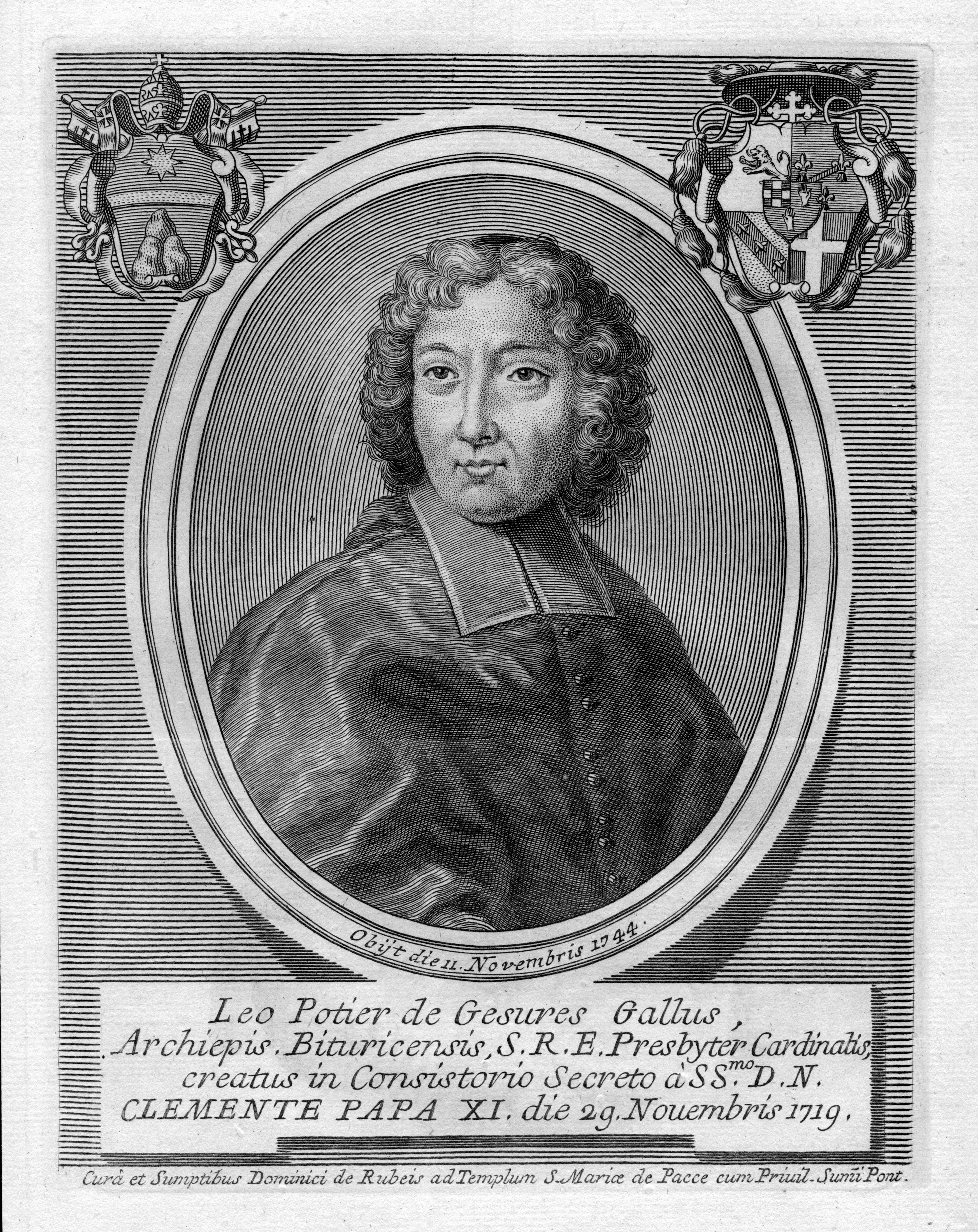

Léon Potier de Gesvres a été le camérier du pape Innocent XI. En 1694, il fut nommé archevêque de Bourges, mais il ne résida jamais dans cette ville. Il est créé cardinal en 1719.

## Témoignages de contemporains
- Dangeau : « Le roi a donné l'archevêché de Bourges à M. l'abbé de Gesvres; cet archevêché vaut entre 25 et 30,000 livres de rente. Le roi n'a pas accoutumé de donner les archevêchés à des abbés; il choisit d'ordinaire un évêque. »
- Saint-Simon, au retour de Rome du jeune abbé (il est rappelé à la suite de la querelle des franchises[1], tous les Français sont rappelés de Rome par ordre de Louis XIV) : « [Il] revint de bonne grâce. Le Roi, qui en fut touché, lui donna en arrivant, de plein saut, l'archevêché de Bourges qui venait de vaquer[2]. » « Pour le cardinal de Gesvres, c'était avec de l'esprit, du savoir et une rage d'être cardinal, qui avait occupé toute sa vie un hypocondriaque de sa santé, qui, dès qu'il fut parvenu à la pourpre, se renferma presque aussitôt et ne se trouva plus à rien[3]. »